# 菅野力夫
菅野 力夫（すがの りきお、1887年（明治20年）2月9日 - 1963年（昭和38年）3月12日）は、明治末期から昭和初期にかけて活動した日本の探検家。
8回に及ぶ探検を行い、多くの国々の観光地やその他の土地を訪れ、現地人や日系人と交わった。自身の写真も同時に撮影し、一部は絵葉書としている。講演を多数おこない、旅費を稼いだ。
巨漢で身長5尺8寸（176センチメートル）、1932年に髭を剃るまでは、髭ぼうぼうで顔面を埋め、眼光炯々、三軍を叱咤する風貌であるが、幼児もなつくという性格であった。日本人で菅野をかんのと読む人は多いが、3編の新聞記事ですがのりきおとしている。

## 経歴
福島県安積郡喜久田村（現：郡山市）出身。父は村長の菅野金七、母はふく。1903年ないし1904年に旧制安積中学校を中退して、頭山満の押しかけ弟子（書生）となった。1911年頭山の命令で上海にいくまでの7、8年は師弟関係であった。上海に行く前に、日本力行会に参加した。この会は島貫兵太夫牧師が苦学生の救済、日本人の海外発展、移民推奨を目的に1897年に創立された。同会には探検家矢島保治郎も所属している。当時の菅野は24歳の若輩で、上海では特に活躍できなかった。

## 第1回世界探検旅行（1912 - 1914）
1911年9月頭山満について東京を出発。頭山が帰京後も上海に残り、一度帰国して1912年10月九州横断、1913年1月に沖縄に着いた。旅費がないので、小冊子や絵葉書を売りながら旅行した。1913年2月シンガポールに着く。同地では浴衣、脚絆、草鞋にステッキを付き、破帽をかぶって町を散歩したので、同地の子供が「サムライ、サムライ」とはやし立てたという。マレー半島を単身北上。象やサルが襲ったが撃退した。中国人とトラブルを起こしたが、成功している邦人、武藤商会主武藤いし子に助けられた。ビルマでは遍歴僧に化け３か月滞在した。インドのカルカッタ、シムラ、に行った。同地では、ヒマラヤ山脈を望み、チベットにいこうとしたが、冬季のために断念。カラチ、ボンベイなどを経て、ダールの砂漠を現地人を雇い、ラクダに跨って超えた。インドとペルシア国境では護身用の短刀をもっていたので、警察に拘引され、投獄される。海千山千の邦人佐藤トミ子に助けられる。スマトラに船で行った以外はほとんど徒歩で旅行した。英語はできたが、英語圏でない土地を無銭旅行したというが、或る程度金はもっていただろう、その金は頭山満からでただろうと、本の著者若林純は推定している。1914年1月シンガポールに戻る。帰国後、万朝報、報知新聞、国民新聞、大阪朝日新聞、東京朝日新聞などに、「踏破3万五千哩」、「日本人を歓待する南洋諸島、無銭旅行者菅野氏の談」、などの題で取り上げられた。

## 第2回世界探検旅行（1914 - 1915）
1914年8月、用意を十分に行い、自転車で日比谷公園を出発。色々な会社に寄付を頼みながら走行。東海道を走破して、敦賀港からウラジオストク行の船に乗る。9月上陸。同地の日本人と精力的に会っている。大陸では殆ど、自転車旅行は行わなかった。写真の有効性を見抜き、自分の探検旅行の写真を撮影、絵葉書にした。まだカメラを持っていなかったので、写真をもらった。到着翌日、ウラジオストクの日本人小学校で講演したが、彼の多数の講演の最初のものである。ハバロフスク、黒河、ブラゴウシチェン市、アレフセースカ、ネルチンスク、チタ、イルクーツク、満州里、ハイラル、チチハル、奉天、上海を旅行している。現地での新聞に大々的に報じさせ、また講演も多い。上海ではインフルエンザと腸チフスで闘病後、1915年7月帰国した。多くの新聞が彼の帰朝を報道した。

## 第3回世界探検旅行（1923）
1916年、彼は第3回世界旅行のために、7年半、全国を講演旅行をしていた。1916年5月6日付の北陸新聞では「おおもての菅野君、和倉芸妓の総揚げ」などの題で報道されている。1923年1月出発、ハワイでは3055mのマウイ島の最高峰に登っている。ハワイに約5か月半滞在し82回の講演を行い、40000ドルを謝礼として受け取っている。7月出発、メキシコ、パナマを経由してペルーへ、ここでは8か月滞在。ペルーでは海、砂漠、インカの遺跡、山、ジャングル、街、家、日系移民、インディオの人々、港、鉄道など、多数の写真を撮影している。その後、チリ、アルゼンチン、ブラジルで精力的に旅行、講演をおこなっている。1925年正月はインド洋上で迎えシンガポール、マレーシア、ジャワを経て6月帰国した。写真は相変わらず自分が写っているのが多いが、自己顕示欲が強いというだけでなく、自分が探検旅行をしたという証拠であり、絵葉書などにして宣伝に使っていた。

### インカ帝国ルリン宮殿の廃墟
1923年8月26日撮影で絵葉書になっている。数百年前の骸骨が累々と写り、彼は片手で頭蓋骨、別の手で頭髪がついている頭蓋骨と持っている。

## 第4回世界探検旅行（1933）
1933年に行い、それまでは国内で講演して回った。彼のトレードマークである髭を剃った。満州、蒙古、中国の計62箇所を回った。正月は大連で過ごした。1934年5月に上海から帰国。

## 第5回世界探検旅行（1935）
帰国後北海道と樺太の3月の講演旅行を行い、1935年には1月から7月まで日本全国で51回の講演をした。8月に第5世界探検旅行に出発。関東州、満州、中国、朝鮮に出かけた。特務機関の好意により、軍用飛行機にも乗っている。12月1日帰国。

## 第6回世界探検旅行、ハワイ事件（1936）
1936年1月ハワイに向け出港。しかし入国は拒否された。2月12日の「日布時事」によると、5時間に亘る取り調べがあり、「日本の偉大な所について講演するか」「愛国者か」「日本がすべての国に勝っているか」について、菅野はイエースと答え「ハワイに住んでみたいか」にノーと答えた。ワシントンに上告するかに対して、それまですることはないと答え、直ちに船便で帰朝した。4月から朝鮮で講演を91回行った。たびたび馬賊の天鬼将軍と宴会を開いている。1937年1月から4月にかけて、台湾と中国厦門に講演旅行をおこなった。

## 第7回世界探検旅行（1937）
1937年8月東京出発。台湾を経由してミンダナオ島へ。日系人物を訪れ講演し、現地民とも交流した。マニラに1カ月近く滞在し年末に帰朝。

## 第8回世界探検旅行（1938 - 1939）
1938年10月出発。北中・中国戦線59箇所を訪問した。講演や軍隊慰問も行った。最前線でも講演している。1939年5月帰朝。

## 郡山に転居、晩年
1941年故郷に転居して、自分の墓を建てた。転居の理由は不明である。1943年、東京、京城、平壌、新義州、海州で講演を129回行っている。戦後も講演活動を続けた。好きな磐梯熱海温泉に日課のように通った。1963年3月12日76歳で逝去した。その前年まで講演活動をおこなった。

## 興味ある写真、地図
- 第1回、3回、6回、7回世界探検旅行地図[16]
- 第2回、4回、5回、8回世界探検旅行地図[17]
- スマトラ島酋長姿の菅野、マレージャングルの菅野[18]
- インドでターバン姿の菅野、ラクダにのる菅野、象にのる菅野[19]
- イルクーツク、シベリア氷原、モンゴルのパオと菅野[20]
- 菅野がつかったトランクとカメラ[21]
- 頭山満と菅野[22]
- 世界無銭徒歩旅行のタスキをかけ、学生と写る菅野[23]
- コザック兵と共に菅野[24]
- 撫順炭鉱における菅野[25]
- ドイツ戦勝記念碑と菅野[26]
- 天津日本租界内大和公園と菅野[27]
- 中シナ派遣隊白川義則中佐と共に[28]
- 上海日報社同人と共に、インフルエンザ、腸チフス闘病中看護婦と共に[29]
- 樺太で愛自転車と共に[30]
- 旅順公会堂で拳をふりあげる[31]
- ハワイ高山ハレアカラ山頂と菅野[32]
- インカ帝国ルリン宮殿の廃墟にて、頭蓋骨と共に[33]
- ペルーの草船、鳥糞島マカビー島[34]
- サルを焼いて食べる[35]
- スレンバン、クアラルンプールの日本娘[36]
- スラバヤでの歓迎宴、日本人幼稚園[37]
- 仏印軍のパレード[38]
- 満州里国境警備員と[39]
- 蒙古ラマ生仏と[40]
- 朝陽、苦力の穴居生活[41]
- 羅津のカフェの女給と[42]
- 台湾タロコ渓谷の生蕃の娘とともに[43]
- ミンダナオ島の日本人町[44]

## 家族と資料発見の経緯
彼の結婚は遅く、1926年である。妻の名前はりゅう、1937年5月に向島に料亭福の家を開業、りゅうは女将となる。開業宣伝の絵葉書には待合とあり、妻の名前は菅野リウ子と記載している。開業披露宴に頭山満が出席した実子は生まれず、親戚の菅野裕二を養子にした。その妻の菅野かの子らが、写真などの資料を保存していた。2008年に写真家の若林純が探検旅行の資料、写真約5700枚や絵葉書、講演会の記録など総計一万点以上を発見した。若林は「菅野の足跡を知る貴重な資料。埋もれていた菅野の存在や功績に光を当て、多くの人に知ってもらいたい」と話している。